# 논개
논개(論介, 1574년 ~ 1593년) 또는 주논개(朱論介)는 조선 선조 시대의 열녀이다. 조선 전라도 장수현 임내면 대곡리 주촌마을 출생으로 1574년 선비 주달문(朱達文)과 부인 밀양 박씨 사이에서 반가(班家, 양반의 집안)의 딸로 태어났다.
부친 주달문은 진사(進士)로 일찍이 슬하에 아들 주대룡을 두었으나 15세에 괴질로 요절하였고 이후 40세가 넘은 나이에서야 딸 주논개를 보았다.
1578년 부친 주달문의 별세 후 숙부 주달무에 집에 의탁되었으나, 숙부가 벼 50석에 김부호(金富豪)의 집에 민며느리로 혼인시키려 하니 이를 피해 모녀는 경상도 안의현(현재의 경상남도 함양군)의 친가에서 피신하였고, 이에 부호는 1579년 기소하여 모녀를 구금하였다.
이때, 장수현감 충의공 최경회(崔慶會)의 명판결로 모녀를 석방시키고 모녀는 현감의 관저에 의탁하게 되고 후일에 최경회가 성년이 된 논개를 후처로 맞아 들인다.
1592년 임진왜란이 발발하고, 최경회가 전라 우도의 의병장으로 의병을 모집하고 병사를 훈련할 때 주논개는 이를 도우며 보필한다.
1593년에 최경회가 경상우도(慶尙右道) 병마절도사로 임명되어 동행하였으나, 진주성이 함락되고 최경회가 순국하자 주논개는 일본군들이 진주 촉석루에서 연회를 벌이고 있을 때 기녀로 위장 잠입하여 왜장 기다 마고베(게야무라 로쿠스케)를 진주 남강 진주 의암으로 유인 후 기다 마고베를 끌어 안고 남강에 투신하여 순절(殉節) 했다.
일본에서는 박종화의 소설 《논개와 계월향》(1962년)에서 최초로 언급한 것일 뿐이라고 주장한다.

## 논개에 대한 기록
1594년 유몽인(柳夢寅)은 삼도순안어사가 되어 하삼도의 피해상황을 살피게 되는데, 진주에 머물면서 진주성 전투에서 희생된 사람들의 명단을 정리하는 과정에서 논개의 이야기를 듣고 정사에 실리지 못한 것을 안타까워 하였다. 광해군 9년 편찬된 〈동국신속삼강행실도〉에 논개가 관기(官妓)로 알려졌다는 이유만으로 순국 사실이 기록되지 않자 이를 안타까워하며 논개의 순국 기록을 1621년 자신이 편찬한 《어우야담(於于野談)》에 남기게 된다.
권1 인륜편(人倫篇) 효열(孝烈)에 논개의 이야기를 기록하고 있는데, 인륜편에는 효열, 충의, 덕의, 은둔, 혼인, 처첩, 기상, 붕우, 노비, 배우, 창기 등으로 나누어 인물들의 이야기를 기록하고 있는데, 논개의 이야기는 처첩, 노비, 창기에서 다뤄지지 않고 인륜편에 실려 있다. 《어우야담》은 다음과 같이 전한다.
논개는 진주의 관기였다. 계사년에 창의사 김천일이 진주성에 들어가 왜적과 싸우다가 성이 함락되자 군사들은 패배하였고 백성들은 모두 죽었다. 논개는 몸단장을 곱게 하고 촉석루 아래 가파른 바위 위에 서 있었는데 바위 아래는 깊은 강물이었다. 왜적들이 이를 바라보고 침을 삼켰지만 감히 접근하지 못했는데 오직 왜장 하나가 당당하게 앞으로 나왔다. 논개는 미소를 띠고 이를 맞이하니 왜장이 그녀를 꾀어내려 하였는데 논개는 드디어 왜장을 끌어안고 강물에 함께 뛰어들어 별세하셨다.

《어우야담》의 이 기록을 근거로 그 동안 논개는 진주의 관기(官妓)로 알려져 왔다. 그러나 1987년 해주 최씨 문중에서 발행한 《의일휴당실기(日休堂實記)》에 논개 관련 부분이 언급되는데, 최경회를 의미하는 경상우병사증좌찬성최공시장(慶尙右兵使贈左贊成崔公諡狀)에 논개 관련 부분이 언급되어 있다.
공의 부실(副室)이 공이 죽던 날 좋은 옷을 입고 강가 바위에서 거닐다가 적장을 유인해 끌어안고 죽어 지금까지 사람들은 의암이라고 부른다 (且其副室 公死之日 盛服婆娑於江中巖石 誘賊長因而俱墜死 至今人稱義巖)

이 내용을 근거로 논개는 최경회의 후처(後妻)로 알려졌으며, 이로 인해 논개가 기녀의 신분이었는지에 대한 논란이 제기되었다.

## 의암과 의암사적비
1625년(인조 3년) 논개가 순국한 지 32년 뒤 논개가 떨어져 죽은 바위에는 진주의 백성들의 입에서 입으로 논개의 이야기가 전해져 오고 있었는데, 함경도 의병장 정문부의 둘째 아들 정대륭이 진주로 이사를 와서 의암(義巖)이라는 글씨를 써서 바위에 새겼다. 1651년(효종 2년) 경상우도의 재난을 살피러 조정에서 파견된 오두인이 진주에 들렀다가 바위에 새겨진 ‘의암(義巖)’이라는 글자를 보고, 촉석루에 의암기(義巖記)를 지었다. 1721년(경종 1년), 경상우병사 최진한(崔鎭漢)이 의암사적비를 의암 바로 위에 세워 그 뜻을 기렸다.

## 가족 관계
- 부친: 주달문(朱達文)
- 모친: 밀양 박씨(密陽 朴氏)
- 오빠: 주대룡(요절)
- 남편: 최경회(崔慶會)

## 의기사
1739년(영조 16년)에는 경상우병사 남덕하(南德夏)가 논개의 애국충정을 추모하는 사당인 의기사를 진주 촉석루 옆에 세웠다.
1846년 장수현감 중주석이 논개의 충절을 기리기 위해 ‘논개생장향수명비(論介生長鄕竪名碑)’라는 추모비를 세운 후, 1955년 군민들의 성금으로 남산에 의암사(義巖祠)라는 사당을 건립하였다. 현재 지방기념물 제46호로 지정되어 있으며, 논개가 태어난 장수군 장계면 대곡리 주촌 마을에는 논개의 생가가 복원되어 있다.

## 신분 논란
그 동안 한국 역사학계에서 논개는 유몽인의 《어우야담》에 남아 있는 기록을 근거로 진주성의 관기(官妓)로 알려져 왔다. 그러나 20세기 후반 이후 논개는 관기가 아니라 몰락한 양반 가문의 딸로서 최경회가 목숨을 구해준 것을 계기로 그의 후처가 되었다가 사후 정실 부인으로 승격된 인물이며, 적장을 죽이기 위해 연회장에 잠입할 목적으로 기생으로 위장하였을 뿐인데 이로 인해 논개가 관기로 잘못 알려졌다는 주장이 제기되고 있다.

## 의암 별제
1868년(고종 5년) 진주목사 정현석(鄭顯奭)의 노력으로 매년 6월 논개를 기리는 의암 별제(義巖別祭)가 마련되었으나 일제강점기 때 중단되었다가 최근에 진주논개제로 부활하였다. 진주논개제는 매년 5월 의암별제 서막으로 시작된다.

### 재조명 노력
한편 19세기까지만 해도 그는 유교사회에서 첩이 되었다는 점, 혹은 왜장을 껴안고 투신한 점, 그의 숙부가 가산을 탕진한 점 등으로 문중에서 기피인물로 외면당하다가 1970년대에 방계 후손들이 그의 묘소를 방문하면서 재평가 논의가 이루어졌다.
 묘소는 최경회와 정실이 안장된 묘소 아래에 안장되어 있고, 비석이 세워져 있다.

## 논개 영정
2008년 2월 4일 문화체육관광부는 충남대학교 윤여환 교수가 그린 논개 영정을 정부표준영정 제79호로 지정하였다. 진주시는 표준영정 원본을 진주박물관에 보관하고, 사본을 의기사에 봉안해 일반인들이 볼 수 있도록 하였다. 원래 의기사에는 이당 김은호 화백이 그린 '미인도 논개' 그림의 사본이 걸려 있었으나, 2005년 6월 10일 한 진주 지역 시민단체가 김은호의 친일 행적을 문제삼아 의기사에 봉안되어 있던 논개 영정 사본을 무단으로 뜯어낸 사건이 발생하였다. 이에 논개의 출생지인 전북 장수군과 순국지인 경남 진주시가 공동으로 표준영정 제작에 합의해 전국에 걸쳐 공모를 하였으며, 윤여환 교수가 새로 그린 그림이 표준영정으로 채택되었다.

## 문학 속의 논개

### 시
- 수주 변영로 - 《논개》
- 만해 한용운 - 《논개의 애인이 되어서 그의 묘에》
- 고은 - 《논개》
- 임종성 - 《논개에게》

### 서사시
- 모윤숙 - 《논개》

### 한시
- 다산 정약용 - 촉석루차판상운

### 전통 시가
- 임동권 - 한국민요집1
- 장두환 - 촉석루
- 정연보 - 진주의기사

## 그 외
- 1980년대에 가요 '논개'를 가수 이동기가 불렀고, 이 노래는 당시 많은 인기를 모았으며 이동기는 '논개'의 후속곡으로 '호랑나비'를 발표할 예정이었지만 '논개'의 성공으로 인해 시기를 놓쳤고[8] 결국 김흥국이 부르게 됐다. 가사 "꽃입술 입에 물고 바람으로 달려가 작은 손 고이 접어 기도하며 울었네... 몸 바쳐서 몸 바쳐서 떠내려 간 그 푸른 물결 위에..."로 되어 있다.[9] 이 노래는 지금도 대학가 응원가로 사용되고 있다.

## 같이 보기
- 계월향
- 논개사당
- 의암
- 의기사
- 진주남강유등축제
- 진주논개제
- 최경회

## 사진

사진
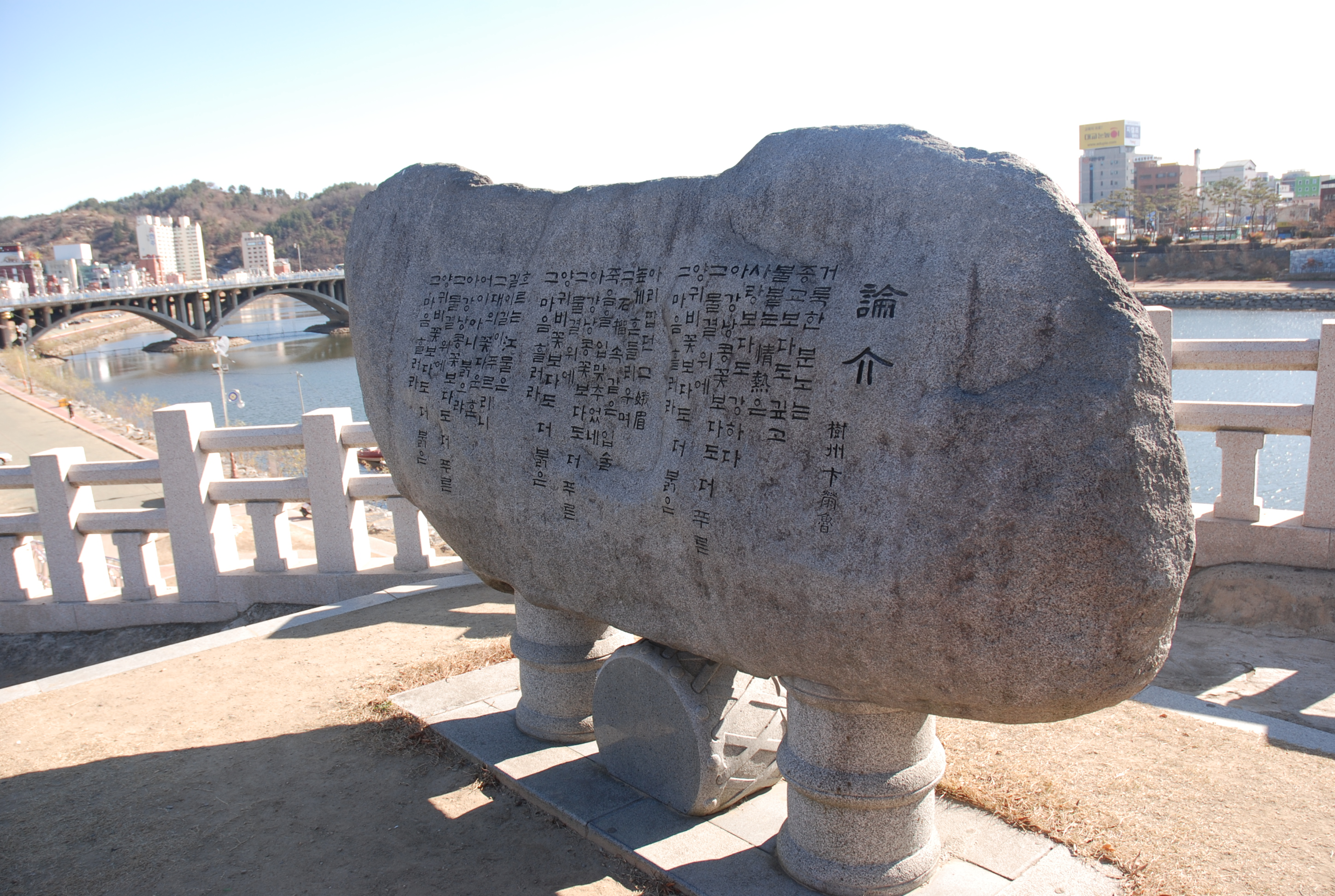
변영로의 논개시비
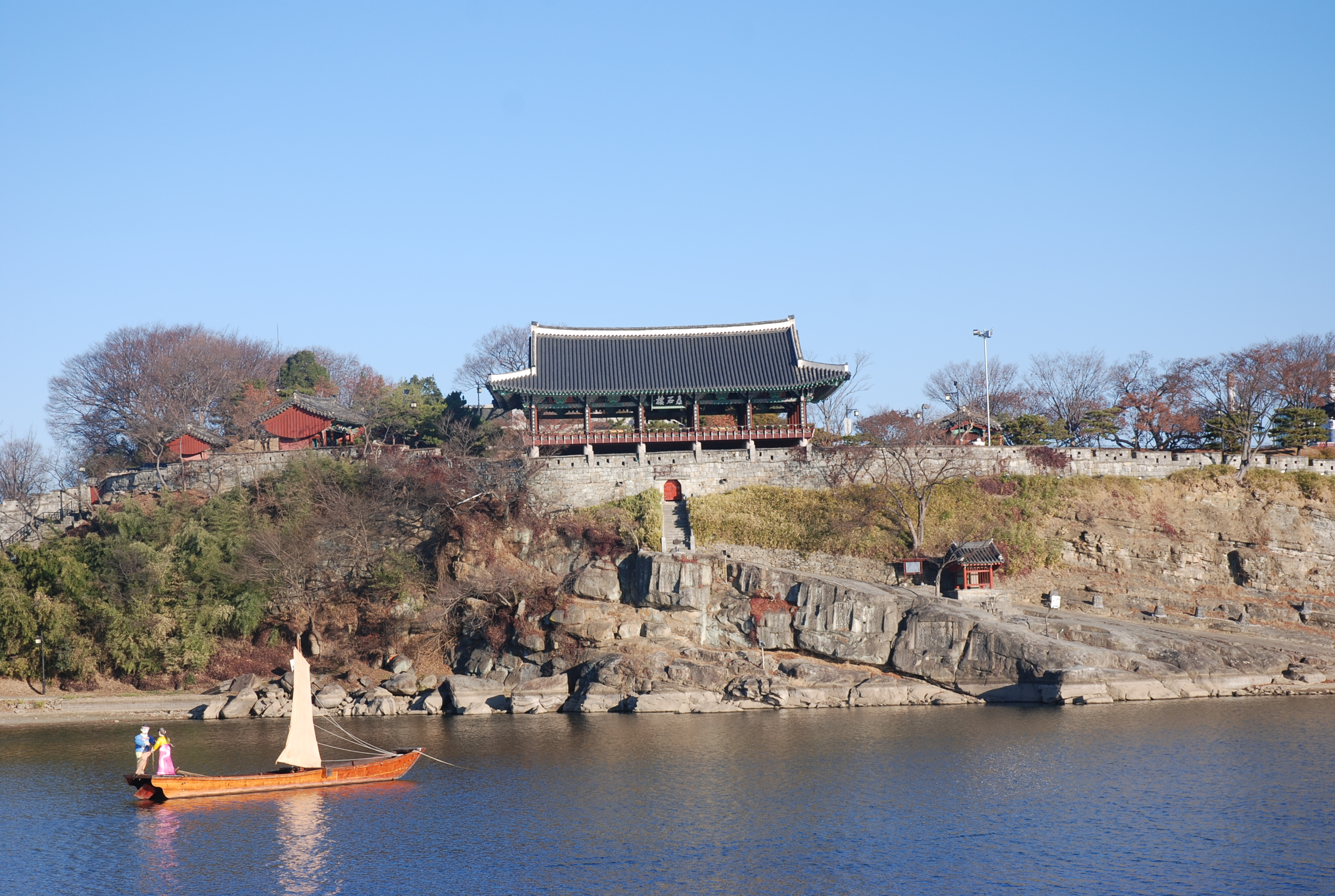
촉석루 앞의 의암과 남강
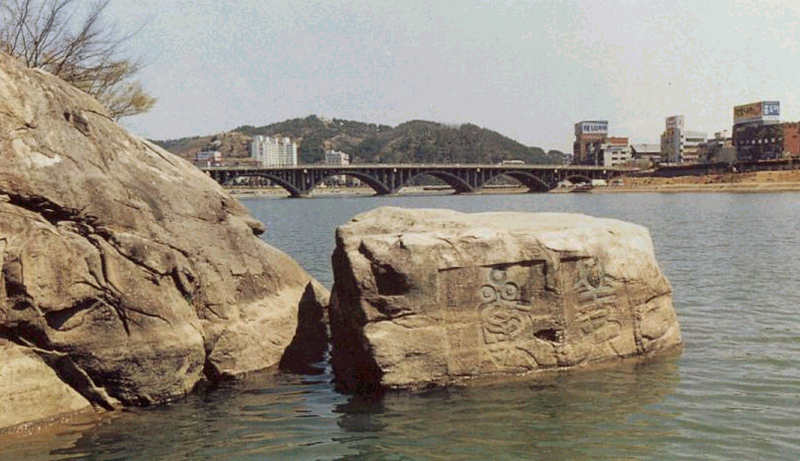
논개가 왜장과 빠져죽은 의암
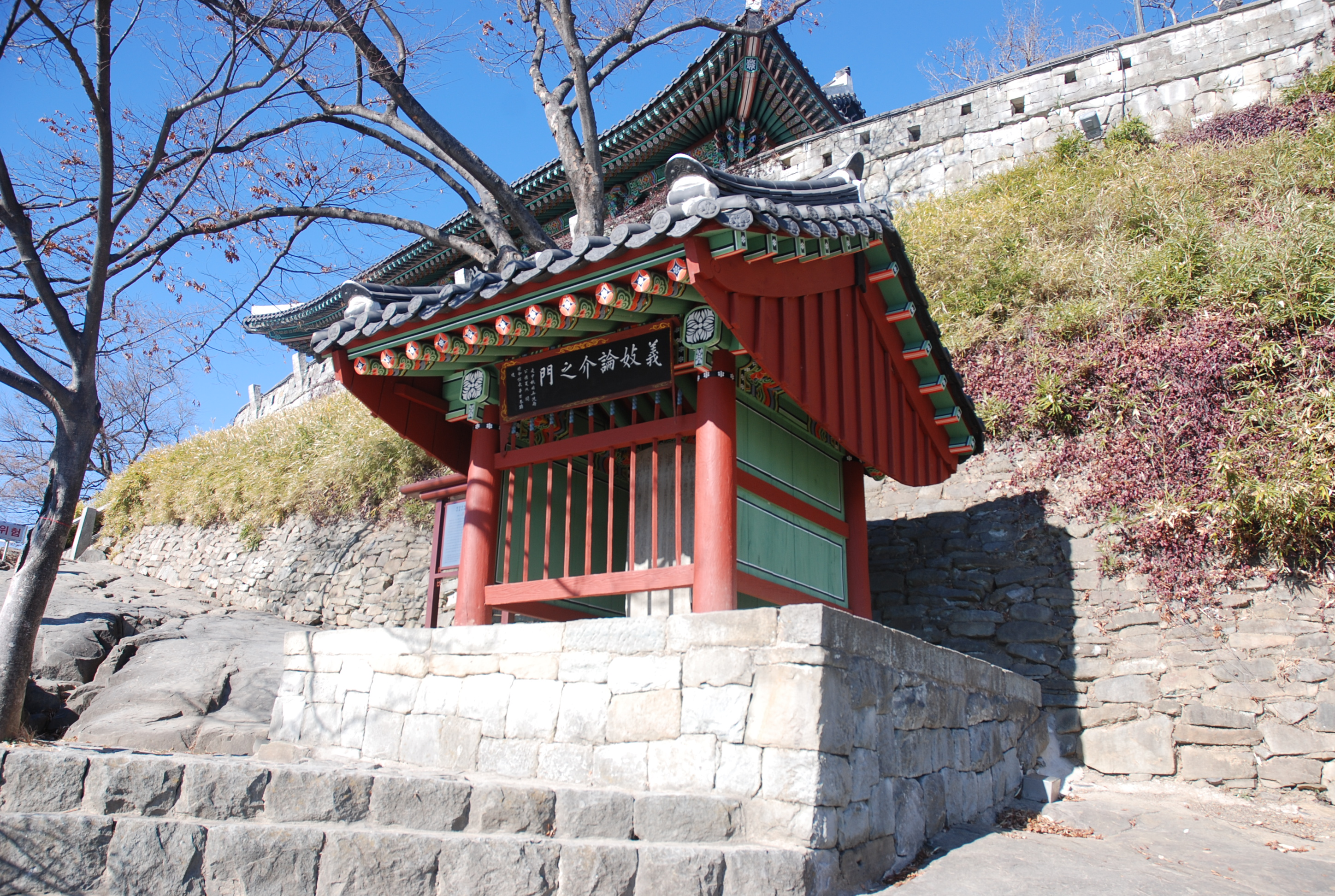
의암사적비
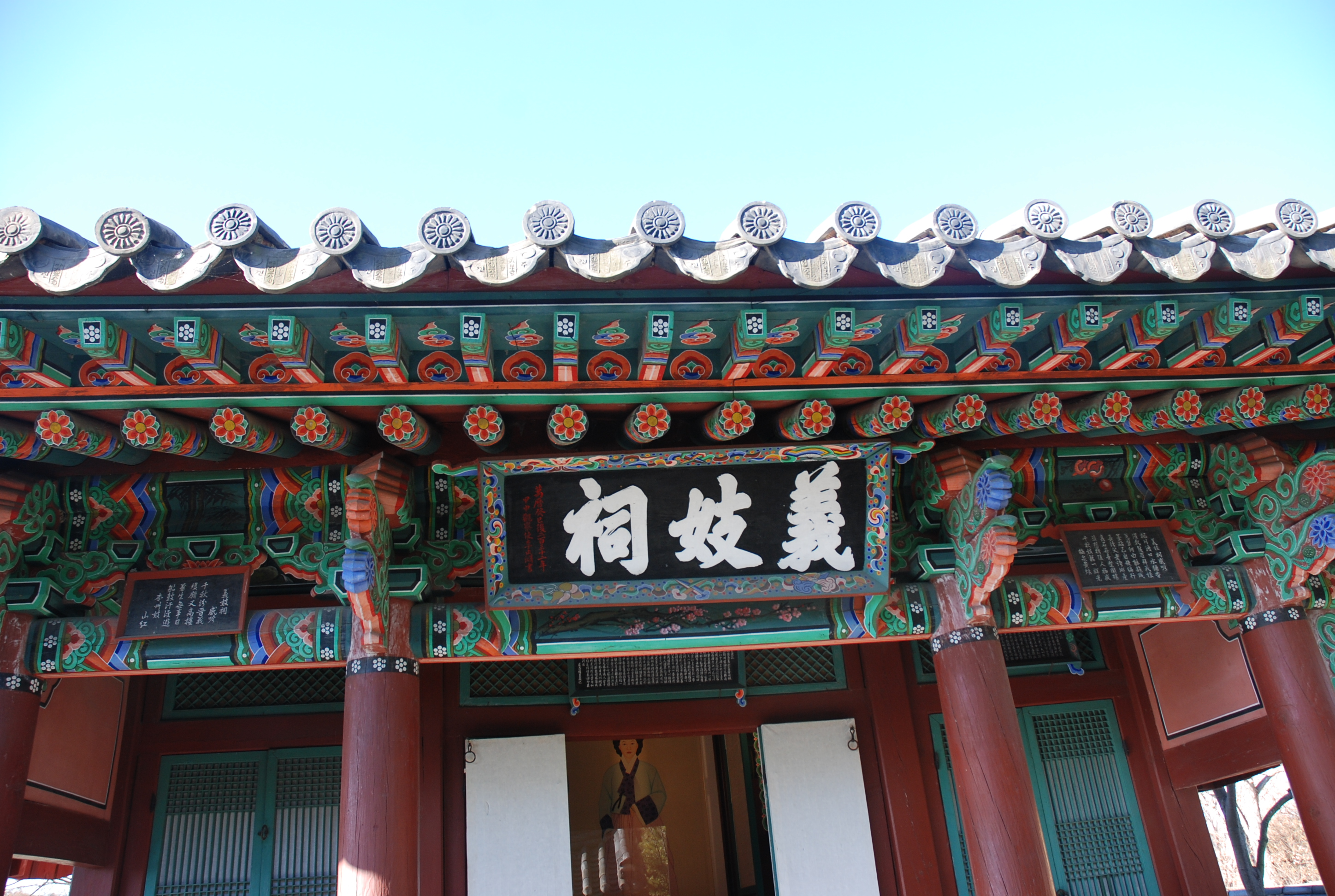
의기사

## 참고 문헌
- 이 문서에는 다음커뮤니케이션(현 카카오)에서 GFDL 또는 CC-SA 라이선스로 배포한 글로벌 세계대백과사전의 "임진왜란" 항목을 기초로 작성된 글이 포함되어 있습니다.